# V8 (banda)
V8 fue una pionera banda argentina de heavy metal de la década de 1980, fundada en 1979 por Ricardo Iorio y Ricardo Moreno, considerada en la actualidad como una banda legendaria, y es una de las agrupaciones más emblemáticas e influyentes del heavy metal argentino. Su álbum debut publicado en 1983, Luchando por el metal, de escaso éxito en su época, ganó valor simbólico con el tiempo, llegando a ser una de las influencias más destacadas del género, e incluso es considerado como uno de los mejores álbumes del rock argentino.
La primera formación del grupo contó con Ricardo Iorio en voz y bajo, Ricardo Moreno en guitarra y Gerardo Osemberg en batería. Pero tras algunos cambios de integrantes y la muerte de Moreno, se consolida la que luego sería considerada la formación clásica del grupo, compuesta por el cantante Alberto Zamarbide, el guitarrista Osvaldo Civile, el bajista Ricardo Iorio y el baterista Gustavo Rowek. Ésta formación graba los dos primeros álbumes de estudio de la banda, Luchando por el metal y Un paso más en la batalla. Tras un fallido intento de la banda de radicarse en Brasil, Civile y Rowek son reemplazados por el guitarrista Walter Giardino y el baterista Gustavo Andino, además de la incorporación del guitarrista rítmico Miguel Roldán. Al poco tiempo Giardino y Andino son expulsados y es incorporado el baterista Adrián Cenci. Ésta formación graba el último álbum de estudio de la banda, El fin de los inicuos, caracterizado por tener abundante contenido religioso.
Debido a las diferencias religiosas de Alberto Zamarbide, Ricardo Iorio y Miguel Roldán, en 1987 se produce la separación de V8. Las creencias de Iorio estaban vinculadas a la reencarnación, contrastando con la conversión al evangelismo de Zamarbide y Roldán. Luego de la separación, Ricardo Iorio fundó Hermética; Alberto Zamarbide, Miguel Roldán y Adrián Cenci fundaron Logos; Walter Giardino y Gustavo Rowek fundaron Rata Blanca; y Osvaldo Civile fundó Horcas.

## Historia

### Origen
La historia de V8 comienza a finales de 1979 cuando Ricardo Iorio y Ricardo Chofa Moreno, deciden alejarse del grupo Comunión Humana, para formar una nueva banda mucho más pesada que ésta. Luego de dos meses de ensayos en el que habían compuesto temas como «Voy a enloquecer», «Asqueroso cansancio» y «Maligno», llega el momento de incorporar un baterista. Para conseguirlo publican un aviso en la revista "Segunda Mano", al que respondió Gerardo Osembergh.
El grupo carecía de nombre, barajándose en su búsqueda algunos como "Hydra", "R.G.R" y "Bloke" pero una tarde encontrándose ellos caminando, se encontraron con un amigo suyo que sugirió que le pusieran "V8", como al motor V8. Luego de idas y vueltas acordaron que V8 sería el nombre que los representaría, ya que sugería velocidad, potencia y peso.

### Primeras presentaciones
En el mes de julio del año 1980 se produce la primera presentación en vivo de V8 en el club Sahores de Villa del Parque, Capital Federal; Ricardo Moreno en guitarra, Ricardo Iorio en bajo y voz, y Gerardo Osemberg en batería. Tocaron junto a Hermes (organizadores del concierto) y Orions para un escaso número de personas. Allí sonaron por primera vez «Muy cansado estoy» y «Voy a enloquecer». La gente los escuchaba con respeto y sin entender demasiado la propuesta, ya que nunca habían escuchado una banda nacional sonar de esa manera.
En la primavera de 1980 dan otro show en Villa Martelli, convocado nuevamente por Orions. En un abrir y cerrar de ojos ya se habían ganado el odio de los dueños de los lugares, debido a su aspecto de pelos largos y vestimenta rota, y la "herejía" de Iorio de usar una gorra de policía con el logo de V8 en vez del escudo nacional.
En 1981 V8 se presenta en el club "Pinocho" de Villa Urquiza; esto se logra por la relación sostenida con Horacio Cristofanetti, coautor de la canción «Si puedes vencer al temor». También en octubre logran presentarse en la sede del Racing Club de Villa del Parque en un show organizado por Hermes, y junto a otras bandas como Sidecar y H.R.D. Este fue el último show de Gerardo Osemberg, quien es sustituido por Alejandro "Pesadilla" Colantonio. El nuevo baterista introdujo a la banda el doble bombo.
En 1982 por amigos en común toman contacto con Alberto Zamarbide, y ambos organizan un concierto en la sede del Club Atlético Chacarita Jrs., ubicada en Av. Álvarez Thomas y Federico Lacroze, en Buenos Aires. Participaron del show los grupos La Máquina Infernal, Manila Express, Ácido Nítrico, WC (donde cantaba Zamarbide y Gustavo Rowek tocaba la batería), y el propio V8.
En el mes de abril, Alejandro Merenzón organiza un concierto en el "Auditorio Bs. As.", del cual participan V8 y WC. Poco después de este show, Alberto Zamarbide abandona WC y se reúne con Iorio, que estaba buscando cantante, y de esta forma queda incorporado a V8. En la banda se produce un importante cambio: Ricardo "Chofa" Moreno decide dejar V8 ya que su estado de salud no era óptimo por padecer asma crónica y problemas hepáticos. El mismo "Chofa" se encarga de traer un reemplazo, llegando al ensayo junto a Osvaldo Civile, que provenía del grupo Té de Brujas. Civile ya era conocido por Iorio y Moreno al haber sido probado, aunque sin éxito, para un grupo anterior de los mismos. Al mismo tiempo se aleja Colantonio, quien se radicó en España, sin demoras se incorpora Gustavo Rowek de WC por medio de Zamarbide. De este modo en mayo de 1982 queda armada la formación clásica de V8: Iorio-Zamarbide-Civile-Rowek.

### Formación clásica
Por medio de Pedro Leontjew, su primer representante, V8 graba un demo casete en 1982, en el estudio «El Jardín», el cual contaba con las canciones «Asqueroso cansancio», «Vomitando heavy metal», «Maligno», «Hiena de metal», «Juicio final», «Parcas sangrientas» y «Voy a enloquecer». Cabe señalar que «Maligno» permaneció inédita hasta su recopilación en «Antología» en el año 2001, mientras que «Juicio final», «Vomitando heavy metal» y «Asqueroso cansancio» fueron renombradas como «Destrucción», «Tiempos metálicos» y «Muy cansado estoy» respectivamente.
En abril de ese año se presentan en el club «Harrods Gath & Chaves» del barrio de Bajo Belgrano, como soporte del grupo Dr. Rock. En septiembre tocan en la Sociedad Italiana de Morón junto a Nexus, Muerte Civil y Antítodo. Luego se trasladan a la casa de Leontjew, donde arman una sala de ensayo. Allí se formó también la primera «brigada metálica», un grupo de seguidores con un promedio de edad de 16 años que asistían a conciertos y ensayos por igual.
Pensando en estos admiradores, Iorio crea la letra de la canción «Brigadas metálicas», escribiéndola en un cartón que levanta del piso durante un viaje en colectivo, mientras que Leontjew arma un videoclip con filmaciones caseras. La letra expresa una necesidad de cambio y repudia la cultura hippie existente hasta el momento, proponiendo una mutación social hacia una actitud más activa y menos estática: el heavy metal. Por supuesto, el espíritu de la banda entonces queda marcado como una propuesta no meramente musical, ya que lo que Iorio y sus compañeros buscaban era un recambio generacional, una transformación social a través de la música.

### Presentación en el B.A. Rock
Al salir a tocar vieron que nos salíamos de contexto y comenzaron a hacer blanco con nosotros... volaban naranjas, cachos de pizza, botellas, de todo. Osvaldo rompió la viola y los chabones se salvaron de que no se las tirara por la cabeza. Se coparon muy mal, se pudrió todo, Iorio insultaba a los hippies. Y vino lo peor: durante los dos temas que emitían en directo por la radio yo me trencé con un hippie que estaba enfurecido. Traté de calmar al jipón, pero el tipo seguía. Hasta que me rayé y le dije: "¡Vení, hippie de m..., subí acá que te reviento!". ¡Y justo me acordé que estaba saliendo todo en directo por la radio! Se armó un quilombo, pero no nos importaba nada. Y varios se coparon a pesar de todo.
Alberto Zamarbide.

El 21 de septiembre Alberto Zamarbide asiste a un festival en el Parque Sarmiento con la presencia de Riff, allí tiene la ocasión de conversar con Norberto "Pappo" Napolitano y lo invita a presenciar un ensayo de V8. Pappo les comenta sobre un inminente festival, el "B.A. Rock", que se celebraría en el Estadio Obras Sanitarias, y que quería a V8 en el festival junto a Riff. Así V8 consigue entrar como grupo soporte gracias a su intervención y la de Pedro Leontjew. El paquete publicitario de este festival incluía una nota gráfica (publicada por la revista Pelo) y una presentación por televisión (esta actuación se produjo en el programa Rock R. A. por canal 13). El sábado 30 de octubre, la organización del evento convoca una cena para músicos y periodistas; cuando los V8 aparecen, son detenidos por la policía antes de ingresar y llevados a la comisaría más cercana. Luego de dos horas de trámites, salen libres y regresan a la fiesta, donde increpan a los organizadores, convencidos de que el arresto estaba arreglado de antemano por considerarlos indeseables.
Finalmente V8 toca en el festival frente a un público mayoritariamente ajeno al rock pesado, sin poder probar instrumentos; la banda ofreció un show donde el sonido (ya de por sí precario) fue malo, además de ganarse el repudio generalizado del público pseudo-hippie que no entendía su mensaje. Mientras Iorio gritaba "los hippies que se mueran", volaban sobre el escenario y Zamarbide respondía los insultos de los que era blanco. A pesar de todo esto, B.A. Rock se transformó con el tiempo en un hito en la historia del grupo, en parte gracias al vídeo filmado por Leontjew, quien luego de este show, abandonó su puesto. La banda se trasladó a ensayar a la casa de Zamarbide en Chacarita.

### Siguientes conciertos
Poco antes de fin de año son invitados para tocar junto a Riff y Los Violadores. El show se realizó en el Club Atlético San Miguel el 26 de diciembre. Con cada show, V8 convocaba un público cada vez más numeroso y pesado.
En 1983 José Luis, un amigo de Zamarbide los contacta con Ramón Villanueva, productor ejecutivo de Umbral, pequeño sello discográfico con el que consiguen un contrato para poder grabar su primer disco. La grabación de Luchando por el metal se lleva a cabo en los Estudios Edipo, contando con la participación de Pappo en la canción «Hiena de metal». Los músicos no sabían nada de equipos ni grabaciones, por lo que surge la invaluable ayuda del asistente "Quebracho", quien había sido asistente de varios artistas de rock. A modo de agradecimiento es incluida su foto en el disco. Iorio se tuvo que conformar con grabar el rugir del motor de un Torino en un garaje cercano, en vez del motor V8 que intentaba encontrar, para utilizar como intro de «Destrucción». Se había proyectado utilizar como foto de la contratapa una foto de una multitud de metaleros reunida a tal efecto en las Barrancas de Belgrano, pero la intervención policial frustró dicho proyecto.
En este mismo año V8 logra realizar una presentación en el Club Atlético Vélez Sarsfield para 2.000 personas; todo termina en un descontrol donde muchos son nuevamente detenidos por la policía. También tocan en la localidad de Munro auspiciados por un local de ropa (Quarry), con entrada gratuita. Entre el 9 y 11 de septiembre V8 realiza una mini gira por Pergamino, Arrecifes y Rojas. Los shows fueron organizados precariamente, aunque V8 continuó ganándose el corazón del público en cada lugar que visitaba.
El 7 y 8 de octubre V8 toca junto al grupo hard rock Bunker en el estadio Obras, como soportes del grupo español Barón Rojo. A fines del 83' se presentaron en la cancha de Platense, sólo 6 días después del show "Riff termina el año sin cadenas", en Ferro. En ambos recitales se produjeron incidentes muy graves, hecho que puso en peligro la continuidad no sólo de la banda, sino de todo el género.
El 3 de febrero de 1984 V8 se presenta en el Club Atlético All Boys; en concepto de soporte tocaron Colt 45, Hugo Racca, 100 DB y Brigadas Metálicas. El 14 de abril tocan en un boliche de Boedo, teloneados por Punto Rojo y Magnum 44. El 7 de julio tocan en la Casa Suiza con Hangar y Bunker como bandas soportes. Aquella noche concurrió el "Chofa" Moreno a presenciar lo que sería su último concierto de V8; ya que fallece el 20 de julio. Cuatro meses antes el "Chofa" había fundado el grupo Letal (no confundir con Lethal). Esa misma noche V8 se presenta en una "rockería" de Villa Fiorito, Tívoli, y el sábado siguiente en el Salón Ferroviario de Boulogne.
El 30 de julio de 1984 los V8 ingresan a los estudios Panda donde comienzan la grabación de su segunda placa llamada Un Paso Más en la Batalla. La misma finaliza el 30 de septiembre llevando más de 300 horas de grabación. El 12 de agosto V8 toca en el salón de Quilmes para 500 personas junto a la banda Super Ratón. El 25 de este mismo mes se presentan en el cine "Rialto". El 30 de septiembre V8 participa en los "conciertos metálicos de primavera" llevados a cabo en el Microestadio de Atlanta. El día 29 tocan: Tonelada, 6L6, 100DB, Super Ratón, Hangar, Bloke y Hellion. El día 30 se presentan: Belzebu, Valdragon, Gran Mamuth, Dhak, 666, Thor y V8 (con Pappo como invitado). El 19 y 20 de octubre se realiza el concierto "Bloke-V8-Pappo" en el estadio Obras Sanitarias. El 4 de noviembre V8 se presenta en Rafael Castillo y en Villa Fiorito. El sábado 6 de febrero de 1985 V8 realiza un show en Lanús junto al grupo Thor.

### Viaje a Brasil
Pocos días después Zamarbide y Rowek viajan a Brasil para presenciar la primera edición del festival Rock in Rio; cuando regresan surge la idea de que el grupo viaje a Brasil a buscar nuevas posibilidades para el destino de la banda. En marzo de este año sale a la venta un compilado llamado "Aleación" que contenía temas de V8, Thor, Riff y Bloke. En Brasil surgen problemas entre los miembros de la banda, por lo que Iorio y Zamarbide deciden regresar a la Argentina y seguir con V8 sin Rowek ni Civile.

### Con Giardino y Roldán
Iorio y Zamarbide deciden rearmar V8, y para tal fin convocan a los guitarristas Walter Giardino (ex-Punto Rojo) y Miguel Roldán (ex Rigel) quien ya había sido invitado a participar anteriormente. Miguel Roldán convoca a Guillermo Venuto (ex Bloke) quien había tocado con Miguel en Rimmel y comienzan los ensayos en la casa de Beto durante unos meses. Allí también se convoca a Walter Giardino. Luego de un tiempo de idas y vueltas y luego de una charla, Venuto decide abandonar la banda.
Giardino propone a Gustavo Andino, excompañero suyo en Punto Rojo para que ocupara el puesto de baterista, y con esa nueva formación V8 reaparece en los escenarios presentándose el 8 de septiembre en la Biblioteca Popular de Olivos. A partir de ese entonces realiza una serie de presentaciones: El 14 de septiembre toca en el salón Verdi de Bernal, con Kudo como banda invitada. El 6 de octubre V8 realiza un show en el Teatro Ciudad de La Plata, con la actuación del grupo Genocidio como soporte, y el 12 de noviembre en el barrio Belgrano, en un lugar llamado "La Esquina del Sol". Luego de ese último show Gustavo Andino es desvinculado de la banda, y se le propone a Gustavo Rowek (quien había vuelto de Brasil) que retornara a V8, pero este impone condiciones económicas que no son aceptadas por sus excompañeros. Al poco tiempo surgen diferencias con Giardino, aunque este para ese entonces ya estaba proyectando el grupo Rata Blanca junto a Rowek y otros músicos.

El primer día, cuando Ricardo vino a mi casa del Bajo Flores, tocó timbre y nos sentamos a hablar. Yo le dije que me parecía que no iba a funcionar porque V8 tenía la cabeza en Motörhead y yo en Deep Purple. Él decía que sí iba a resultar. Finalmente no funcionó.
Walter Giardino.

### Última etapa
V8 incorpora a Adrián Cenci como baterista, prodigioso a sus 17 años de edad, con un disco ya grabado a sus 16, el grupo retorna a su formato original de cuarteto. Con esta nueva formación V8 toca el 20 de diciembre en el Teatro Lavardén en la ciudad de Rosario, provincia de Santa Fe, y luego el 29 de diciembre se presenta en La ex "Esquina del Sol", Capital Federal.
La banda comienza el año 1986 tocando el 18 de enero en el pub "Gracias, Nena", local situado en el barrio de Chacarita, y para ese entonces Zamarbide y Roldán comienzan a cambiar de actitud como consecuencia de haberse volcado a la fe cristiana evangélica, dejando de lado las drogas y el alcohol.
El 8 de febrero V8 vuelve a presentarse en Quilmes junto a la banda Mark.

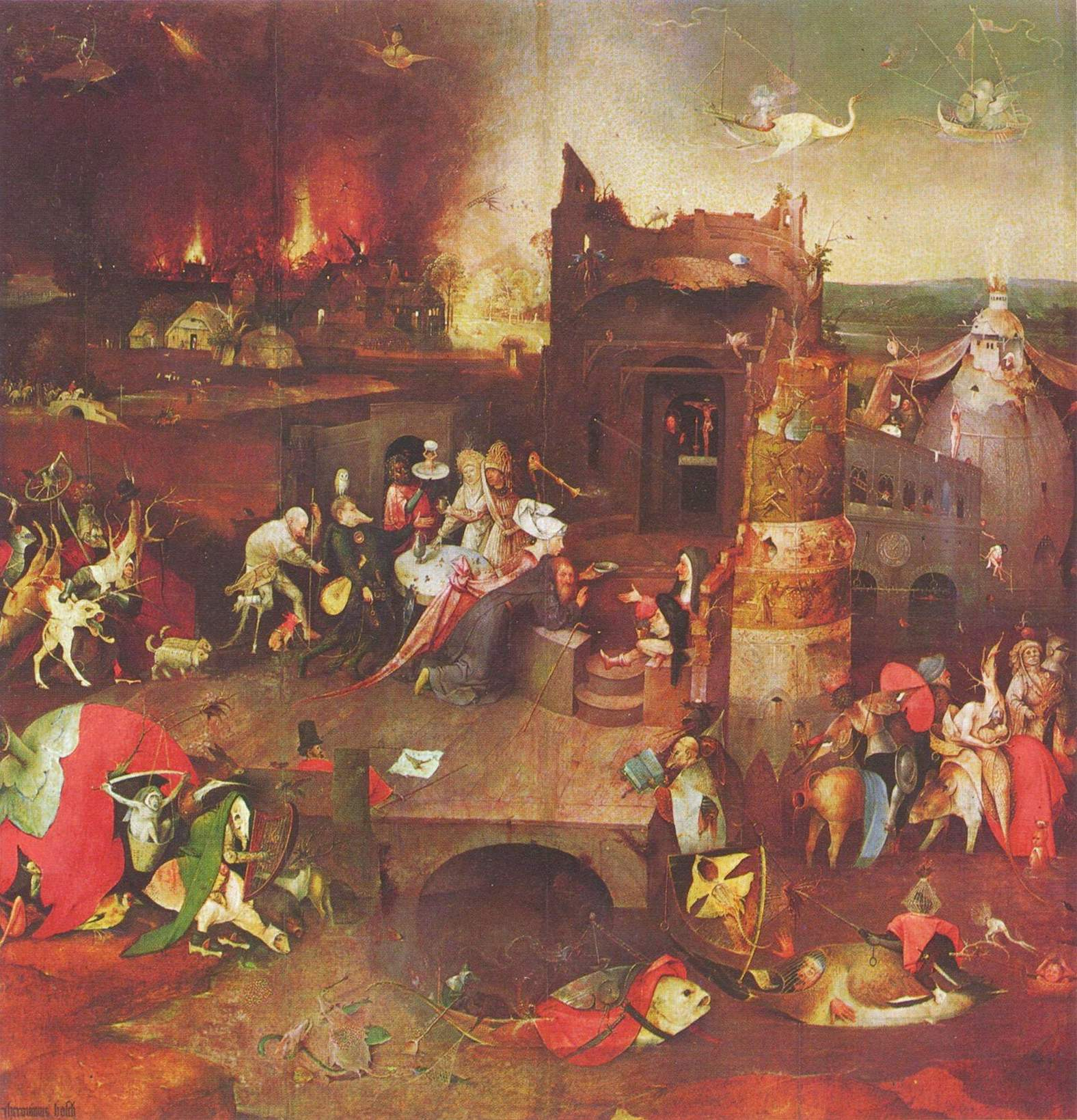
"La Tentación de San Antonio" de Hieronymus Bosch, cuadro usado para la portada del último disco de estudio de la banda.

En el mes de septiembre V8 ingresa a los estudios Panda para grabar un nuevo álbum, y durante la grabación del mismo comienzan a producirse algunas diferencias entre los integrantes de la banda. Iorio habría propuesto que el disco se titulara "El vivo sustento del inquisidor" (igual que uno de los temas) y realizado para la tapa un dibujo que mostraba unos monjes quemando una cruz con el logotipo de V8 en una hoguera. Finalmente se opta por el nombre de El Fin de los Inicuos (otro de los temas del disco, compuesto por Iorio) y se elige una pintura de Hieronymus Bosch. para el arte de tapa. El disco se graba en 100 horas debido al magro presupuesto ofrecido por la compañía discográfica, pero a pesar de eso, gana en musicalidad con respecto a los anteriores. Las letras a excepción de "Trágico siglo" (Zamarbide) y "Salmo 58" (con música de Roldán y textos de la Biblia) fueron escritas por Iorio, quien abordaría una nueva temática volcada al pseudo cristianismo. Este alegaría tiempo más tarde que Zamarbide y Roldán querían cambiarle el sentido a sus letras, aunque el único caso concreto sería el de "Voy a Enloquecer", tema compuesto originalmente por Iorio y Chofa Moreno, el cual Zamarbide propuso renombrar como "No Enloqueceré" y adaptar su letra a fin de lograr una interpretación más acorde a su propio sentir.
El 12 de septiembre V8 vuelve a Rosario para tocar en el club "Unión y Progreso", con Kashat y Metallian como bandas invitadas. El domingo 7 de diciembre V8 ofrece un show en el Centro Parakultural, durante el cual se producen disturbios. El 17 de enero de 1987 abren el año tocando en la rockería "Nasack Rock" en Banfield, y en septiembre de ese año V8 forma parte de la 2° fiesta del estudiante y la juventud, llevada a cabo durante cuatro jornadas, con la organización de los municipios de Río Negro y Neuquén. Para ese entonces los ensayos siempre terminaban en largas discusiones debido a las diferencias ideológicas entre Iorio y el resto del grupo: Por un lado Iorio creía en el espiritismo y los demás en el evangelio.
Finalmente en octubre V8 se presenta en "Taiwán", un pequeño lugar del barrio San Telmo. Este sería el último show de V8, que se separaría luego de una diferencia de opiniones sobre una posible presentación en Colombia, en la cual Iorio se oponía a tocar con un mensaje diferente al que conocían allí de la banda. Finalmente en una conversación telefónica con Zamarbide, Iorio intenta convencerlo de que deponga su actitud de aludir a la persona de Jesucristo en las canciones, y que despida del grupo a Miguel Roldán. Ante la negativa de Zamarbide de echar a Roldán, y preferir seguir siendo fiel a sus convicciones, Iorio abandona el grupo dando por finalizado a V8. Luego de su separación V8 da origen a las siguientes bandas: Rata Blanca (Giardino y Rowek), Horcas (Civile), Hermética (Iorio) y Logos (Roldán, Cenci y Zamarbide).

## Legado

### Bandas relacionadas
Luego de esta separación, Ricardo Iorio forma Hermética (y más adelante Almafuerte), Gustavo Rowek se une a Walter Giardino para formar Rata Blanca, Osvaldo Civile crea Horcas, mientras que Alberto Zamarbide, Miguel Roldán y Adrián Cenci le dan vida a Logos.

### Reediciones
En 1991 sale a la venta por Halley Records No se Rindan, disco recopilatorio que contiene temas de las tres obras de V8.
En el año 2001 sale a la venta el disco No se Rindan remasterizado y con arte de tapa nuevo por medio de la discográfica Nems Enterprises, a su vez este mismo año es lanzado por el sello Fogón bajo licencia de Umbral.

#### Reuniones Parciales
En 1996, al final de un recital de Logos, se recordó que 10 años atrás se había separado la formación clásica de V8 y, en forma sorpresiva y no anunciada, salieron al escenario Osvaldo Civile y Gustavo Rowek, que junto con Zamarbide y Miguel Roldán en el bajo (el mismo es habitualmente guitarrista de Logos) interpretaron los temas Cautivos Del Sistema, Deseando Destruir Y Matar y Destrucción.
El 13 de abril de 1996 se realiza una reunión similar más, organizada bajo el nombre de Metal Rock Festival. La misma consistía en un festival con la presencia de Rata Blanca, Logos y Horcas, junto con los soportes de Vibrion, y al finalizar el festival salía al escenario la misma formación descrita con anterioridad, realizando un set completo de temas de V8. Tal reunión no figuraba anunciada en los volantes o publicidades del evento, pero ya era previamente conocida por los concurrentes. Ricardo Iorio fue invitado a formar parte del festival, para que este pudiera ser una reunión real, pero se negó a relacionarse con el mismo, afirmando que sus grupos posteriores serían superiores a V8
De esta reunión se desprende el disco Homenaje con los temas tocados en el estadio Obras, que además incluye como bonus track el tema grabado en estudios A Través de los Tiempos realizado especialmente para conmemorar esta reunión.
Del mismo modo, V8 (sin Iorio) se presentan el 14 de marzo de 1997 ante una gran audiencia en el Estadio de River Plate, como grupo soporte de Kiss, velada de la que también participaron Malón, y el grupo americano Pantera como soporte principal.

### Discos tributo
Se grabaron dos discos tributo a la banda durante el año 2001. El primero se llamó V8 No Murió y fue editado por el sello Nems Enterprises. Contó con la colaboración de Horcas, Imperio, Attaque 77, Barón Rojo entre otros, y una versión inédita de Si Puedes Vencer Al Temor tocada por Civile y con la voz, bajo y batería agregados de Claudio O'Connor, Daniel Leonetti y María Eugenia Ricciardulli. Al poco tiempo, Iorio preparó un segundo disco tributo, No está muerto quien pelea, realizado con bandas de menor repercusión.

### Reencuentro Iorio-Zamarbide
Durante la edición del festival "Metal para Todos" de 2012 donde participó Almafuerte, Ricardo Iorio y Alberto Zamarbide se reencontraron en camarines y conversaron en público por primera vez desde la ruptura de V8. También participaron del reencuentro Adrián Cenci, Beto Ceriotti (bajista de Almafuerte y exbajista de Logos) y Willy Caballero (exbaterista y cantante de Cerbero, donde también Ceriotti fue bajista). Marcelo "Tommy" Moya (mánager de V8) y Alfredo Andrade (mánager de Alberto Zamarbide) facilitaron el reencuentro. Más adelante Zamarbide fue invitado para el recital de Almafuerte en All Boys, el mismo año, en el que cantó varios clásicos de V8.

## Miembros

### Formación clásica
- Alberto Zamarbide - Voz (Logos, Primal, W.C)
- Osvaldo Civile - Guitarra (Horcas, Escarlata, Té de Brujas)
- Ricardo Iorio - Bajo y voz (Almafuerte, Hermética, Iorio&Flavio, Letal)
- Gustavo Rowek - Batería (Rowek, Nativo, Solodolor, IAN, Rata Blanca, Sourmenage, W.C)

### Segunda formación
- Alberto Zamarbide - Voz (Logos, Primal, W.C)
- Ricardo Iorio - Bajo y voz (Almafuerte, Hermética, Iorio&Flavio, Letal)
- Adrián Cenci - Batería (Logos, Almatica, Cenci, 14-22, A.L.M.A.S, Cruel Adicción)
- Miguel Roldán - Guitarra (Logos, Cruel Adicción, Rigel)

### Otros miembros
- Ricardo Chofa Moreno - Guitarra (Letal)
- Gerardo Osemberg - Batería
- Alejandro Pesadilla Colantonio - Batería (Ñu)
- Guillermo Venuto - Batería (Rimmel, Bloke, Elixir)
- Walter Giardino - Guitarra (Rata Blanca, Temple, Punto Rojo)
- Gustavo Turco Andino - Batería (La Máquina Infernal, Punto Rojo)

## Discografía
Álbumes de estudio
- 1983 - Luchando por el metal
- 1985 - Un paso más en la batalla
- 1986 - El fin de los inicuos

En vivo
- 1996 - Homenaje Obras / MCMXCVI

Recopilaciones
- 1991 - No se rindan
- 2001 - Antología (box set)
- 2016 - 1982-1987

Splits y V/A
- 1985 - Aleación
- 1989 - Dos estrellas (split con Los Violadores)

## Enlaces
- Wikimedia Commons alberga una galería multimedia sobre V8.

- Joaquín Amat: "Canalcero es la memoria de mi viaje". Registros en videotape de V8, Hermética, Almafuerte, etc.
- Reportaje a Ricardo Iorio

- Datos: Q1799903
- Multimedia: V8 (musical group) / Q1799903